# Ail blanc de Lomagne
L'Ail blanc de Lomagne est une appellation qui désigne une production traditionnelle d'ail de la région de Lomagne. Cette région naturelle, qui s'étend à cheval sur les départements du Gers et de Tarn-et-Garonne dans la basse vallée du Gers, est le berceau historique de cette culture. 

## Histoire
L'ail de Lomagne, est l'héritier direct de l’ail connu des Gaulois qui le cultivaient et en faisaient une grosse consommation. Il a trouvé en Lomagne un terroir favorable : sols argilo-calcaire, climatologie favorable. Comme l’indiquent les statistiques agricoles annuelles, la culture de l’ail n’a cessé de progresser en Lomagne au cours du XXe siècle. À partir de 1958, le syndicat des producteurs d’ail se mobilise pour produire un ail de qualité. D’un point de vue technique, les méthodes de culture n’ont cessé d’évoluer : des études visant à améliorer les techniques de production ont été menées dès le début des années 1960 avec la création du CETA (Centre d’Etudes Techniques Agricoles). 
Cette production bénéficie depuis le 10 décembre 2008 du label européen IGP (indication géographique protégée).
L'organisme de défense et de gestion de cette appellation est l'« Association de défense de l'ail blanc de Lomagne » dont le siège est sis à Agen. L'organisme de certification et de contrôle est la société Qualisud.

## Caractéristiques du produit
L'Ail blanc de Lomagne se caractérise par des bulbes d'un diamètre minimum de 45 mm, constitués de 8 à 12 caïeux de taille régulière, de couleur beige à crème parfois striés de violet.
Il s'agit d'ails issus de semences certifiées des variétés Corail et Jolimont, de populations traditionnelles Blanc de Lomagne, ou de variétés ayant des caractéristiques comparables.

## Aire géographique
L'aire géographique de production de l'Ail blanc de Lomagne a été délimitée en prenant en compte les traditions historiques de culture et les caractéristiques du terroir. Elle comprend 200 communes, dont 154 dans le Gers et 46 en Tarn-et-Garonne.
La culture proprement dite, mais aussi toutes les opérations réalisées après la récolte (séchage, pelage et tressage), ainsi que l'agréage, doivent être réalisée dans l'aire délimitée.

## Commercialisation

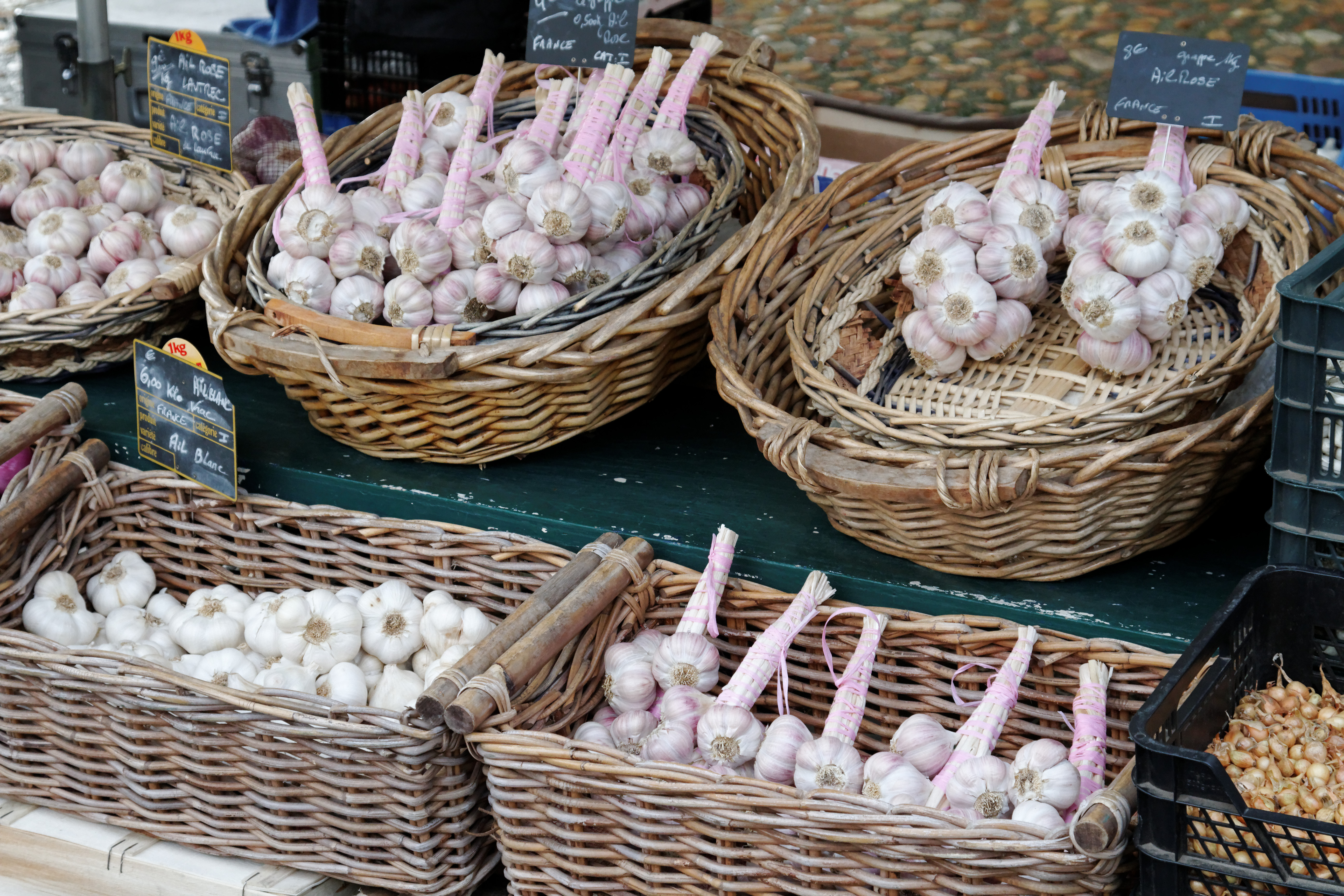
Aulx blancs de Lomagne sur le marché de Périgueux

L'ail blanc de Lomagne se commercialise en deux catégories (Extra ou I) et les bulbes doivent avoir un diamètre minimum de 45 mm. Il se présente en tresse ou panier, en sac, dans des plateaux ou en filet. C'est au cours du XXe siècle que la production explosa passant de 500 hectares en 1929 à 2 810 hectares en 1980. Dès 1936, l'apparition de marchés traditionnels permit aux paysans d'écouler leur surplus de production sous le nom d'ail en Lomagne. Une commercialisation plus moderne impliqua une promotion plus ciblée. « Dès le début des années 1960, de nombreuses manifestations sont créées autour de l'ail : le premier concours de la plus belle gerbe d'ail a lieu en 1961 à Beaumont de Lomagne. ».